# Чемпионат России по биатлону 2008/2009
Чемпионат России по биатлону сезона 2008/2009 годов прошёл в несколько этапов с декабря 2008 года по апрель 2009 года. Были разыграны медали в 7-и индивидуальных и 4-х командных дисциплинах.
Индивидуальная гонка проведена в январе 2009 года в Перми у мужчин и Ижевске у женщин. В марте 2009 года в Красноярске проведены гонка патрулей, суперспринт и смешанная эстафета, затем в Новосибирске — суперпасьют и командная гонка.
Основная часть чемпионата проведена в апреле 2009 года в Увате, где были разыграны медали в пяти дисциплинах — спринте, гонке преследования, масс-старте, эстафете и марафоне.

## Результаты
| Гонка                                                                            | Мужчины | Женщины |
| Индивидуальная гонка 25 января 2009 Женщины: 15 км 25 января 2009 Мужчины: 20 км | 1. Артём Гусев 54:45.0 (2) 2. Сергей Баландин +52.0 (2) 3. Виктор Васильев +1:42.0 (2) allsportinfo.ru | 1. Наталья Бурдыга 47:26.0 (1) 2. / Надежда Частина +17.0 (2) 3. Любовь Петрова +1:02.0 (2) allsportinfo.ru |
| Гонка патрулей 12 марта 2009 Женщины: 20 км 12 марта 2009 Мужчины: 25 км         | 1. Новосибирская область 1:08:47.9 (6) (Иван Панченко, Александр Огарков, Вячеслав Шувалов, Андрей Чурилов, Василий Герасимов) 2. Тюменская область +22.3 (6) (Сергей Баландин, Сергей Тарасов, Олег Шелковенко, Алексей Чурин, Евгений Гараничев) 3. / Красноярский край/Омская область +1:55.9 (7) (Александр Шрейдер, Николай Козлов, Артём Босов, Кирилл Щербаков, Станислав Лукин) rusbiathlon.ru | 1. Тюменская область 1:06:01.5 (7) (Марина Коровина, Анастасия Кузнецова, Мария Садилова, Ирина Максимова, Юлия Корнилюк) 2. Санкт-Петербург +30.6 (1) (Екатерина Юрлова, Ульяна Денисова, Надежда Писарева, Наталья Гусева, Ирина Арнакова) 3. ХМАО-1 +41.5 (4) (Надежда Коптяева, Екатерина Шумилова, Инна Куржанова, Евгения Седова, Ольга Валова) rusbiathlon.ru |
| Суперспринт 14 марта 2009 Женщины: 6 км 14 марта 2009 Мужчины: 6 км              | 1. Алексей Чурин 18:25.5 (2) 2. Сергей Баландин +40.5 (4) 3. Андрей Чурилов +1:08.4 (4) allsportinfo.ru | 1. Мария Садилова 21.26,4 (4) 2. Ирина Максимова +1.4 (3) 3. Надежда Тягунская +27.7 (4) allsportinfo.ru |
| Смешанная эстафета 15 марта 2009 2x6+2x7.5 км                                    | 1. Красноярский край-1 1:29.31,3 (0+1) (Надежда Тягунская, Татьяна Зевахина, Кирилл Щербаков, Александр Шрейдер) 2. ХМАО-3 +6.0 (0+0) (Екатерина Шумилова, Евгения Седова, Назир Рабаданов, Алексей Волков) 3. Новосибирская область +1:37.3 (0+3) (Яна Гринёва, Юлия Панченко, Иван Панченко, Андрей Чурилов) ski.ru                                                                                  | 1. Красноярский край-1 1:29.31,3 (0+1) (Надежда Тягунская, Татьяна Зевахина, Кирилл Щербаков, Александр Шрейдер) 2. ХМАО-3 +6.0 (0+0) (Екатерина Шумилова, Евгения Седова, Назир Рабаданов, Алексей Волков) 3. Новосибирская область +1:37.3 (0+3) (Яна Гринёва, Юлия Панченко, Иван Панченко, Андрей Чурилов) ski.ru                                                |
| Суперпасьют 20 марта 2009 Женщины: 6 км 20 марта 2009 Мужчины: 7,5 км            | 1. Алексей Чурин 22:56.2 (2) 2. Андрей Прокунин +5.9 (0) 3. Сергей Баландин +6.9 (1) allsportinfo.ru | 1. Анастасия Кузнецова 18:05.7 (1) 2. Ольга Вилухина +11.4 (3) 3. Наталья Егошина +19.3 (1) allsportinfo.ru |
| Командная гонка 22 марта 2009 Женщины: 7,5 км 22 марта 2009 Мужчины: 10 км       | 1. Красноярский край 28:53.1 (2) (Кирилл Щербаков, Александр Шрейдер, Артём Босов, Николай Козлов) 2. Тюменская область +48.4 (5) (Олег Шелковенко, Евгений Гараничев, Алексей Чурин, Сергей Баландин) 3. Москва +52.0 (3) (Илья Лопухов, Максим Киселёв, Андрей Прокунин, Андрей Алексеев) allsportinfo.ru                                                                                            | 1. ХМАО-Югра 24:49.6 (1) (Инна Куржанова, Надежда Коптяева, Евгения Седова, Екатерина Шумилова) 2. Свердловская область +11.7 (2) (Екатерина Крылаткова, Ольга Трофимчук, Любовь Петрова, Екатерина Глазырина) 3. / Красноярский/Омская +45.1 (3) (Надежда Тягунская, Елена Мизонова, Татьяна Зевахина, Надежда Частина) allsportinfo.ru                             |
| Спринт 1 апреля 2009 Женщины: 7,5 км 1 апреля 2009 Мужчины: 10 км                | 1. Алексей Вольчук 29:06.6 (2) 2. Андрей Маковеев +8.0 (0) 3. Алексей Волков +11.5 (1) Протоколы | 1. Мария Садилова 24:43.6 (1) 2. Анна Булыгина +22.4 (2) 3. Ольга Медведцева +39.9 (2) Протоколы |
| Пасьют 2 апреля 2009 Женщины: 10 км 2 апреля 2009 Мужчины: 12,5 км               | 1. Алексей Волков 40:10.9 (1) 2. Иван Черезов +2.5 (4) 3. Андрей Маковеев +4.3 (3) Протоколы | 1. Анна Булыгина 35:35.6 (2) 2. Ольга Медведцева +5.7 (1) 3. Татьяна Зевахина +1:40.7 (1) Протоколы |
| Масс-старт 4 апреля 2009 Женщины: 12,5 км 4 апреля 2009 Мужчины: 15 км           | 1. Виктор Васильев 41:43.7 (1) 2. Алексей Волков +14.8 (3) 3. Александр Шрейдер +27.0 (4) Протоколы | 1. Оксана Неупокоева 46:39.7 (5) 2. Евгения Седова +18.8 (3) 3. Наталья Соколова +23.7 (4) Протоколы |
| Эстафета 5 апреля 2009 Женщины: 4 х 6 км 5 апреля 2009 Мужчины: 4 х 7,5 км       | 1. Перм. кр. — Ульян. обл. 1:17:40.9 (1+10) (Виталий Норицын, Сергей Клячин, Максим Ихсанов, Артём Ушаков) 2. Мордовия +15.7 (2+10) (Владислав Моиссев, Алексей Вольчук, Владимир Семаков, Виктор Васильев) 3. Москва 1 +38.8 (0+8) (Андрей Алексеев, Павел Коростелёв, Максим Киселёв, Андрей Прокунин) Протоколы                                                                                     | 1. ХМАО Югра 1 1:13:42.5 (1+14) (Ольга Анисимова, Светлана Слепцова, Евгения Седова, Екатерина Шумилова) 2. Тюменская обл. 1 +43.2 (2+14) (Анна Булыгина, Анастасия Кузнецова, Юлия Корнилюк, Мария Садилова) 3. Свердловская обл. +1:52.8 (1+9) (Екатерина Крылаткова, Екатерина Глазырина, Любовь Петрова, Наталья Соколова) Протоколы                             |
| Марафон 9 апреля 2009 Женщины: 25,5 км 8 апреля 2009 Мужчины: 34 км              | 1. Алексей Волков 1:32:21.0 (2) 2. Алексей Чурин +27.7 (3) 3. Владимир Семаков +42.0 (5) Протоколы | 1. Анастасия Кузнецова 1:14:22.5 (4) 2. Анастасия Романова +16.2 (3) 3. Екатерина Шумилова +56.6 (5) Протоколы |

## Медали
| Место | Регион               |   |   |   | Всего |
| ----- | -------------------- | - | - | - | ----- |
| 1     | Тюменская область    | 3 | 4 | 1 | 8     |
| 2     | ХМАО                 | 3 | 1 | 2 | 6     |
| 3     | Мордовия             | 2 | 1 | 1 | 4     |
| 4     | Удмуртия             | 1 | 1 | 0 | 2     |
| 5     | Пермский край        | 1 | 0 | 0 | 1     |
| 5     | Ульяновская область  | 1 | 0 | 0 | 1     |
| 7     | Красноярский край    | 0 | 1 | 3 | 4     |
| 8     | Свердловская область | 0 | 0 | 2 | 2     |
| 9     | Москва               | 0 | 0 | 1 | 1     |